# SR Brașov
El SR Brașov es un equipo de fútbol de Rumania que juega en la Liga III, la tercera división nacional.

## Historia
Fue fundado en el año 2017 en la ciudad de Brașov del distrito de Brașov luego de que el AS SR Brașov se declarara en bancarrota, por lo que un grupo de aficionados que decidieron copiar el modelo utilizado por otros equipos como FC Vaslui, Petrolul Ploiești, Oțelul Galați y Farul Constanța, equipos grandes de Rumania que desaparecieron y reencarnaron por medio de sus aficionados.
En el verano de 2021 el Corona Brașov se fusiona con el ACS Scotch Club (propietario del FC Brașov) y crearon al FC Brașov (2021). Los aficionados se negaron al nuevo proyecto de fusión, y decidieron crear a un equipo por separado en la Liga IV.

## Palmarés
- Liga IV – Distrito de Brașov (1): 2017–18